# San Pietro di Morubio
San Pietro di Morubio är en ort och kommun i provinsen Verona i regionen Veneto i Italien. Kommunen hade 2 975 invånare (2018).